# Noel Freeman
Noel Freeman, född 24 december 1938 i Preston i Queensland, är en australisk före detta friidrottare.
Freeman blev olympisk silvermedaljör på 20 kilometer gång vid sommarspelen 1960 i Rom.